# Kanton Pedro Moncayo
Der Kanton Pedro Moncayo befindet sich in der Provinz Pichincha nordzentral in Ecuador. Er besitzt eine Fläche von 338 km². Im Jahr 2022 lag die Einwohnerzahl bei rund 40.500. Verwaltungssitz des Kantons ist die Kleinstadt Tabacundo mit 10.059 Einwohnern (Stand 2010). Der Kanton Pedro Moncayo wurde am 26. September 1911 gegründet. Namensgeber war Pedro Moncayo (1807–1888), ein ecuadorianischer Journalist und Politiker.

## Lage
Der Kanton Pedro Moncayo liegt im Nordosten der Provinz Pichincha. Das Gebiet liegt in der Cordillera Real. Der Río Pisque, ein Zufluss des Río Guayllabamba, begrenzt den Kanton im Süden. Der Hauptort Tabacundo befindet sich etwa 45 km nordöstlich von Quito. An der nördlichen Kantonsgrenze erhebt sich der Vulkan Mojanda mit dem Kratersee Laguna de Mojanda.
Der Kanton Pedro Moncayo grenzt im Osten und im Süden an den Kanton Cayambe, im Osten an den Kanton Quito sowie im Norden an den Kanton Otavalo der Provinz Imbabura.

## Verwaltungsgliederung
Der Kanton Pedro Moncayo ist in die Parroquia urbana („städtisches Kirchspiel“)
- Tabacundo

und in die Parroquias rurales („ländliches Kirchspiel“)
- La Esperanza
- Malchinguí
- Tocachi
- Tupigachi

gegliedert.

## Geschichte
Entwicklung der Einwohnerzahl im Kanton Pedro Moncayo bei landesweiten Volkszählungen zum jeweiligen Gebietsstand:
| Jahr                    | Einwohner | +/-    |
| ----------------------- | --------- | ------ |
| 1950                    | 12.068    | –      |
| 1962                    | 12.454    | 3,2 %  |
| 1974                    | 13.436    | 7,9 %  |
| 1982                    | 14.732    | 9,6 %  |
| 1990                    | 15.718    | 6,7 %  |
| 2001                    | 25.594    | 62,8 % |
| 2010                    | 33.172    | 29,6 % |
| 2022                    | 40.483    | 22 %   |
| Datenherkunft: Wikidata |           |        |